# Guerra servo-búlgara de 1885
A Guerra servo-búlgara (em búlgaro:  Сръбско-българска война, translit. Srabsko-balgarska voyna; em sérvio:  Српско-бугарски рат/ Srpsko-bugarski rat) foi uma guerra entre a Sérvia e a Bulgária, que durou de 14 de novembro [Calend. antigo 2 de novembro]  até 28 de novembro [Calend. antigo 16 de novembro]  de 1885. A guerra revelou a instabilidade do acordo de paz nos Bálcãs imposto pelo Tratado de Berlim de 13 de julho de 1878.

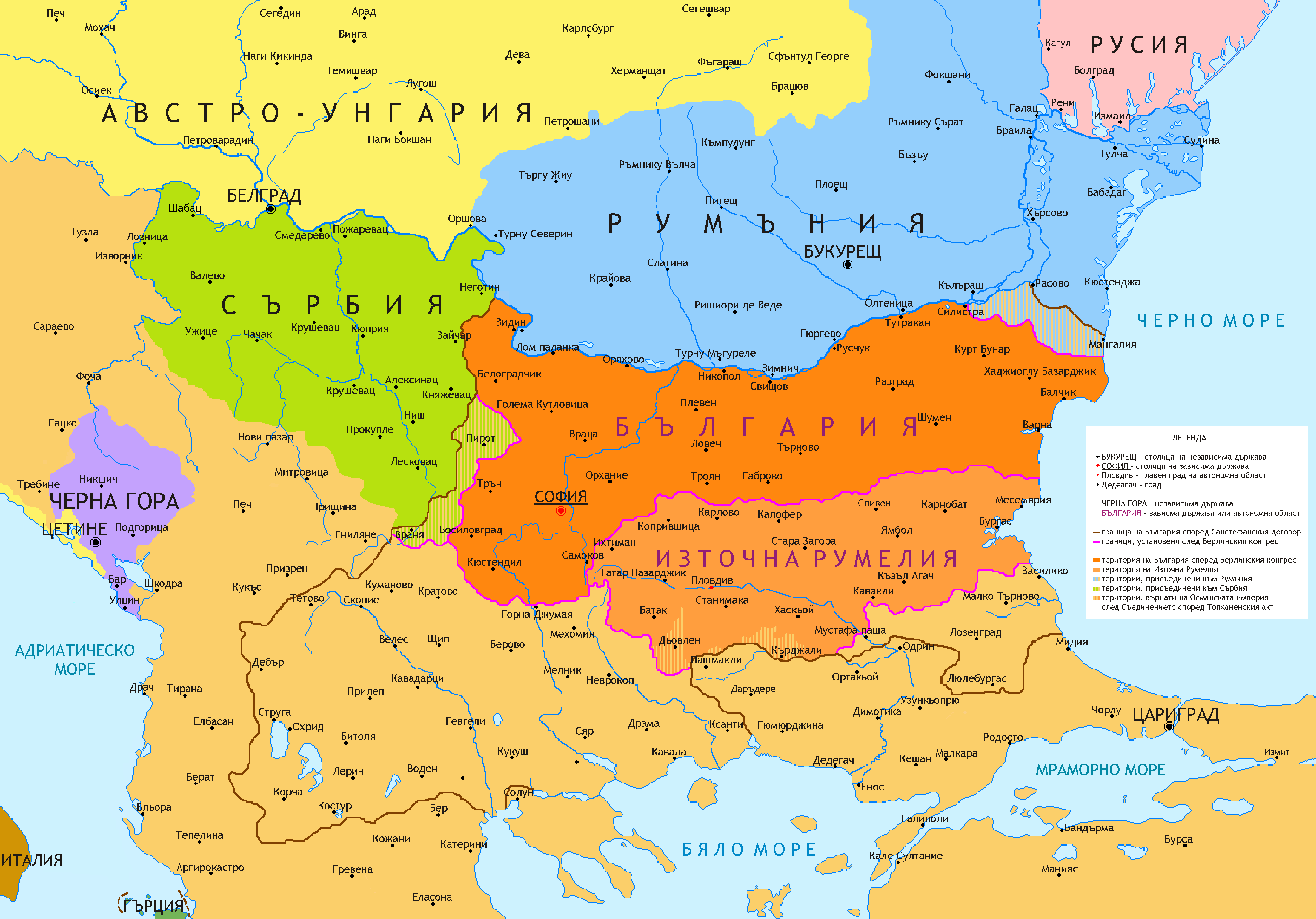
O Principado da Bulgária em comparação com os limites preliminares do Tratado de San Stefano.

Durante as negociações deste tratado, ambos os Estados estavam planejando obter mais territórios do Império Otomano. A Rumélia Oriental foi separada da Bulgária e ficou para o Império Otomano. Em 18 de setembro de 1885, os nacionalistas búlgaros tentam anexar a Rumélia para a Bulgária. A Sérvia se opõe a esse respeito. Contra a opinião pública de seu reino e contra o parecer do exército, o Rei da Sérvia Milan I reivindicou uma parte do território da Bulgária e iniciou uma política externa ofensiva para tentar esconder os conflitos internos da Sérvia. Assim, declara guerra à Bulgária em 14 de novembro de 1885 e é derrotado pelos búlgaros na Batalha de Slivnitsa de 19 de novembro de 1885. As tropas búlgaras, em seguida, invadem a Sérvia, e Alexandre I aceita o armistício sob a ameaça de intervenção militar do Império Austro-Húngaro.
Pelo Tratado de Bucareste de 3 de março [Calend. antigo 19 de fevereiro]  de 1886, as fronteiras foram novamente reconhecidas, mas os búlgaros preservaram a Rumélia Oriental. Assim, como resultado da guerra, as potências europeias reconheceram o ato de Unificação da Bulgária, que aconteceu no dia 18 de setembro [Calend. antigo 6 de setembro]  de 1885.
Debilitado por esta derrota, o Milan I abdicou em 1889 e deixou o poder a seu filho Alexandre I da Sérvia.